# Джеффрі Бентлі
Джеффрі Бентлі (англ. Geoffrey Bentley) (1941) — австралійський дипломат. Надзвичайний і Повноважний Посол Австралії в Росії, та в Україні за сумісництвом (1995—1998).

## Життєпис
Джефф Бентлі, закінчив у 1960 році Університет Ньюкасла, де отримав бакалавра мистецтв.
З 1963 року на дипломатичній службі в МЗС Австралії. Його рання кар'єра була присвячена просуванню відносин Австралії в Азії — в Малайзії, Індії, Камбоджі і Сінгапурі.
У 1979 році він був призначений заступником Верховного комісара Нової Зеландії і відіграв значну роль у формуванні економічної угоди — одна з найбільш всеосяжних двосторонніх угод про вільну торгівлю.
Пізніше він займав ряд високопоставлених австралійських урядових посад, в тому числі керівника стратегічної політики, де він був відповідальним за політичний питання в сфері оборони і безпеки між Австралією і США.
Пан Бентлі був призначений австралійським генеральним консулом в Гонконзі у 1989 році.
У 1993 році він був призначений керівником офісу міністра закордонних справ і лідера уряду в сенаті, сенатора Гарет Еванса.
У 1994—1998 рр. — Надзвичайний і Повноважний Посол Австралії в Росії, та в Україні за сумісництвом.